# Kevin Carlos
Kevin Carlos Omoruyi Benjamin, dit Kevin Carlos et né le 10 avril 2001 à Ceuta, est un footballeur espagnol qui évolue au poste d'attaquant à l'OGC Nice.

## Biographie
Formé à la SD Huesca, Kevin Carlos fait ses débuts en équipe première en décembre 2020, en Coupe du Roi.
Après un premier prêt au Betis Deportivo, il quitte l'Espagne pour la Suisse et rejoint, toujours en prêt, le Yverdon-Sport FC. Le 3 janvier 2024, il est transféré définitivement à Yverdon après un bon début de saison.
Le 18 août 2025, il signe à l'OGC Nice en provenance du FC Bâle.

## Palmarès
FC Bâle
- Championnat de Suisse
  - Champion en 2024-2025
- Coupe de Suisse
  - Vainqueur en 2025.